# Duncan Phillips (brydżysta)
Duncan Rae Phillips (ur.  1930 w Toronto, zm.  2006) – kanadyjski brydżysta, World Life Master oraz Senior Master (WBF).

## Wyniki brydżowe

### Olimpiady
Na olimpiadach uzyskał następujące rezultaty:
| Olimpiady brydżowe. Zawody teamów | Olimpiady brydżowe. Zawody teamów | Olimpiady brydżowe. Zawody teamów | Olimpiady brydżowe. Zawody teamów | Olimpiady brydżowe. Zawody teamów | Olimpiady brydżowe. Zawody teamów |
| Rok                               | Miejsce                           | Zawody                            | Kategoria                         | Drużyna                           | Pozycja                           |
| --------------------------------- | --------------------------------- | --------------------------------- | --------------------------------- | --------------------------------- | --------------------------------- |
| 1972                              | Miami Beach                       | 4. Olimpiada Brydżowa             | Open                              | Canada                            | 3                                 |

### Zawody światowe
W światowych zawodach zdobył następujące lokaty:
| Mistrzostwa Świata. Konkurencja teamów | Mistrzostwa Świata. Konkurencja teamów | Mistrzostwa Świata. Konkurencja teamów | Mistrzostwa Świata. Konkurencja teamów | Mistrzostwa Świata. Konkurencja teamów | Mistrzostwa Świata. Konkurencja teamów |
| Rok                                    | Miejsce                                | Zawody                                 | Kategoria                              | Drużyna                                | Pozycja                                |
| -------------------------------------- | -------------------------------------- | -------------------------------------- | -------------------------------------- | -------------------------------------- | -------------------------------------- |
| 2002                                   | Montreal                               | 11. Mistrzostwa Świata                 | Seniorzy                               | Garber                                 | 22                                     |
| 2000                                   | Maastricht                             | 11. Olimpiada Brydżowa                 | Miksty                                 | Priebe                                 | 63                                     |
| 1998                                   | Lille                                  | 10. Mistrzostwa Świata                 | Seniorzy                               | Schwartz                               | 17                                     |
| 1994                                   | Albuquerque                            | 9. Mistrzostwa Świata                  | Seniorzy                               | Ryder                                  | 3                                      |

| Mistrzostwa Świata. Konkurencja par | Mistrzostwa Świata. Konkurencja par | Mistrzostwa Świata. Konkurencja par | Mistrzostwa Świata. Konkurencja par | Mistrzostwa Świata. Konkurencja par | Mistrzostwa Świata. Konkurencja par |
| Rok                                 | Miejsce                             | Zawody                              | Kategoria                           | Partner                             | Pozycja                             |
| ----------------------------------- | ----------------------------------- | ----------------------------------- | ----------------------------------- | ----------------------------------- | ----------------------------------- |
| 1994                                | Albuquerque                         | 9. Mistrzostwa Świata               | Seniorzy                            | Bill Solomon                        | 3                                   |

## Klasyfikacja
- Duncan Phillips – klasyfikacja WBF (ang.)